# Etuiklänning
Etuiklänning eller fodralklänning, är en rak klänning utan krage, oftast knälång och åtsittande, skuren i ett stycke med oval eller vågrät urringning (med dekolletage och axelband även som aftonklänning).
Etuiklänningen uppstod 1918, blev populär på 1920-talet och fick en comeback på 1960-talet genom Jackie Kennedy och i slutet av 1990-talet.